# Cantón de Reyrieux
El cantón de Reyrieux (en francés canton de Reyrieux) era una división administrativa francesa del departamento de Ain, en la región de Ródano-Alpes.

## Composición
El cantón incluía trece comunas:
- Ars-sur-Formans
- Civrieux
- Massieux
- Mionnay
- Misérieux
- Parcieux
- Rancé
- Reyrieux
- Saint-André-de-Corcy
- Sainte-Euphémie
- Saint-Jean-de-Thurigneux
- Toussieux
- Tramoyes

## Supresión del cantón
En aplicación del decreto nº 2014-147 del 13 de febrero de 2014, el cantón de Reyrieux fue suprimido el 1 de abril de 2015 y sus 13 comunas pasaron a formar parte, ocho del cantón de Villars-les-Dombes y cinco del cantón de Trévoux.